# Menno Koch
Menno Koch (Heeze-Leende, 2 luglio 1994) è un calciatore olandese, difensore del Sarpsborg 08.

## Caratteristiche tecniche
È un difensore centrale.

## Palmarès

### Club
- Supercoppa dei Paesi Bassi: 2

PSV: 2015, 2016
- Campionato olandese: 1

PSV: 2015-2016
- Coppa di Bulgaria: 1

CSKA Sofia: 2020-2021

### Nazionale
- Campionato d'Europa Under-17: 1

Serbia 2011